# Arctosa bacchabunda
Arctosa bacchabunda är en spindelart som först beskrevs av Karsch 1884.  Arctosa bacchabunda ingår i släktet Arctosa och familjen vargspindlar.
Artens utbredningsområde är São Tomé. Inga underarter finns listade i Catalogue of Life.